# 望月倭夫
望月 倭夫（もちづき しずお、1909年10月3日 - 没年不明）は、静岡県出身の陸上競技選手。

## 経歴
静岡師範学校出身。
東京高等師範学校在学中に、1932年ロサンゼルスオリンピックで男子棒高跳に出場、5位に入賞。
1933年（昭和8年）、東京高等師範学校体育科を卒業。